# Аватар: Вогонь і попіл
«Аватар: Вогонь і попіл» (англ. Avatar: Fire and Ash) — епічний науково-фантастичний фільм Джеймса Кемерона, вихід якого відбудеться 19 грудня 2025 році. Це друге продовження до його фільму «Аватар» (2009), яке вийде слідом за фільмом «Аватар: Шлях води» (2022). Кемерон продюсує фільм разом з Джоном Ландау. Рік Джаффа та Аманда Сільвер оголошені його співавторами за сценарієм; пізніше було оголошено про те, що Кемерон, Джаффа, Сільвер, Джош Фрідман і Шейн Салерно взяли участь у написанні всіх продовжень перш ніж їм доручили закінчувати окремі сценарії, що таким чином робить незрозумілим те, як їх будуть вказувати в титрах. Очікується, що всі учасники акторського складу — Сем Вортінгтон, Зої Салдана, Стівен Ленг, Сігурні Вівер, Джоел Девід Мур, Сі Сі Ейч Паундер, Метт Джеральд — повернуться до своїх ролей, зіграних в попередніх двох фільмах.
«Аватар: Вогонь і попіл» почали знімати одночасно з «Аватар: Шлях води» 15 серпня 2017 року.

## У ролях

### На'ві
- Сем Вортінгтон — Джейк Саллі-колишній чоловік, який закохався в Нейтірі й подружився з на'ві, після того, як став частиною програми «Аватар», після чого прийняв їх сторону в конфлікті з людьми й привів їх до перемоги; наприкінці першого фільму він стає новим лідером Оматикайя (центральний клан на'ві в історії) і передає свій розум у свій аватар назавжди[9][10].
- Зої Салдана — Нейтірі, дружина Джейка, дочка попереднього вождя клану.
- Сі Сі Ейч Паундер — Мо'ат, духовний лідер Оматикайя і мати Нейтірі[11][12].
- Кліфф Кертіс — Тоноварі, лідер клану рифового народу Меткейна[13][14].
- Кейт Вінслет — Ронал

### Люди
- Стівен Ленг — полковник Майлз Куорітч, який привів своїх людей до конфлікту з на'ві в першому фільмі. І хоча цей персонаж помер в кінці першого «Аватара», Кемерон в 2010 році підтвердив, що Ленг з'явиться в перших трьох продовженнях, сказавши при цьому: «Я не збираюся в деталях розповідати, як ми повернемо його, але це ж все-таки наукова фантастика. Його персонаж буде виникати в дійсно несподіваних місцях всієї сюжетної лінії нашої саги.»[15] Пізніше він заявив, що Куорітч виступить в якості основного антагоніста ще раз, у всіх чотирьох сиквелах[16].
- Джоел Девід Мур — доктор Норм Спеллман, колишній учасник програми «Аватар», який прийняв сторону на'ві в першому фільмі[17].
- Метт Джеральд — капрал Лайл Вейнфліт, військовий, який ненавидить на'ві[18].
- Джованні Рібізі — Паркер Селфрідж, адміністратор корпорації RDA, відповідальний за видобуток анобтаніума в першому фільмі[19].
- Діліп Рао — доктор Макс Патель, вчений, що працював над програмою «Аватар» і вирішив підтримати заколот проти Джейка RDA[20].
- Іді Фалко — генерал Ардмор, командир, який відповідає за інтереси RDA[21].
- Мішель Єо — Доктор Каріна Мог
- Джемейн Клемент — Доктор Ян Гарвін

### Невідомі
- Сігурні Вівер; спочатку Вівер з'явилася в першому фільмі в ролі доктора Грейс Огустін, людини, яка переходить на бік на'ві і гине під час конфлікту. І попри те, що і Вівер, і Кемерон підтвердили, що сама Вівер повернеться в продовженнях, у 2014 вона заявила про те, що вона не буде грати того ж персонажа[22][23][24].
- Уна Чаплін — Варанг, «сильний і яскравий центральний персонаж, який присутній у всіх сиквелах саги»[25][26][27].
- Девід Тьюліс — на цей момент його роль не оголошена. І хоча він прагнув бути потайливим щодо свого персонажа, Тьюліс обмовився про те, що він «багато робить [у фільмах]», що його роль вимагає захоплення руху, і що він з'явиться «здається, у трьох сиквелах»[28][29].

## Виробництво
31 липня 2017 року було оголошено про те, що новозеландська студія візуальних ефектів Weta Digital приступила до роботи над продовженням «Аватара».

### Кастинг
У серпні 2017 було офіційно затверджено, що Метт Джеральд свою роль капрала Лайла Вейнфліта буде грати у всіх наступних продовженнях. Також у серпні 2017 Джеймс Кемерон в інтерв'ю журналу Empire розповів, що Стівен Ленг не просто повернеться до своєї ролі в наступних чотирьох сиквелах, а буде у всіх цих чотирьох фільмах головним лиходієм. 3 жовтня 2017 Кейт Вінслет була затверджена на невказану роль у всіх чотирьох продовженнях фільму, який сам Кемерон описав як «Ronal». 25 січня 2018 Діліп Рао підтвердив, що повернеться до своєї ролі доктора Макса Пателя.

### Знімання
Знімання «Аватара 2» і «Аватар 3» почалися одночасно 25 вересня 2017 в Манхеттен-Біч (Каліфорнія). 14 листопада 2018 року Кемерон повідомив про те, що знімання з основним акторським складом закінчені. Знімання наступних двох продовжень почнуться після закінчення поствиробництва перших двох сиквелів. Відповідно до продюсера Джона Ландау, живі зйомки для Аватара: Вогонь і Попіл та його попередника розпочалися в Новій Зеландії на початку 2019 року. 17 березня 2020 року Ландау оголосив, що зйомки сиквелів Аватара в Новій Зеландії були невизначено відкладені через COVID-19 пандемію. Він також підтвердив, що виробництво залишиться в Лос-Анджелесі. Однак роботи з візуальних ефектів продовжилися в Weta Digital у Веллінгтоні.
На початку травня протоколи охорони здоров'я та безпеки виробництва були схвалені урядом Нової Зеландії, що дозволило відновити зйомки в країні. 31 травня частині знімальної групи Аватара, включаючи Джеймса Камерона, було надано в'їзд до Нової Зеландії за спеціальною категорією віз для винятків для іноземців, визнаних суттєвими для проекту "значної економічної цінності". 1 червня 2020 року Ландау опублікував світлину себе та Камерона в Instagram, що показувала їхнє повернення до Нової Зеландії для відновлення зйомок. Після прибуття всі 55 членів знімальної групи, які подорожували до Нової Зеландії, розпочали 2-тижневий період ізоляції в готелі у Веллінгтоні перед відновленням зйомок. Це зробило б Аватар: Шлях води та Аватар: Вогонь і Попіл першими великими голлівудськими блокбастерами, які відновили виробництво після призупинення зйомок через пандемію. У вересні 2020 року Камерон оголосив, що 95% Аватара: Вогонь і Попіл було завершено. Зйомки завершилися у грудні 2020 року.

У лютому 2024 року Камерон надав наступне оновлення про Аватар: Вогонь і Попіл:
Він практично готовий. Ми знімаємо додаткові кадри для [Вогонь і Попіл], які просто заповнюють останні 2-3%, і у нас також заплановані додаткові Live-action зйомки у червні, що становить ще пару відсотків. У нас є близько чверті четвертого фільму. Ми знаходимося в пост-продакшні [Вогонь і Попіл] і зараз працюємо над VFX, що є величезною роботою. Мені потрібна кожна секунда до того часу, щоб це зробити.
Технологія зараз досягла того рівня, який нам потрібен. Ми робимо невеликі вдосконалення по ходу, але ми вже там. Вся суть у тому, що ми повернулися назад, тому ми витратили сім років на підготовку і чотири роки на зйомки двох фільмів разом. Справа не в технології, а в розумі та очах комп'ютерних художників. Це дуже творчий процес - це мистецтво. Тисячі людей залучені, і ми диригуємо цим оркестром, щоб зробити все максимально точно прямо зараз.
На початку липня 2022 року Новозеландська кіномісія визнала, що сиквели Аватара отримали понад 140 мільйонів новозеландських доларів державного фінансування через Грант на виробництво кіно в країни. Для порівняння, трилогія Хоббіта отримала 161 мільйон новозеландських доларів субсидій. Хоча заступник голови партії ACT Брук ван Велден розкритикувала урядову програму кіносубсидій за начебто відведення державних коштів від інших сфер, Міністр економічного та регіонального розвитку Стюарт Неш стверджував, що кіносубсидії Нової Зеландії для великих голлівудських продуктів приносять значні закордонні інвестиції та робочі місця для новозеландської кіноіндустрії.

## Музика
У серпні 2021 року Ландау оголосив, що Саймон Франглен напише музику для сиквелів Аватара.

## Вихід
20th Century Fox запланувала вихід 3-го фільму на 2025 рік, через три роки після виходу «Аватар: Шлях води» у 2022 році.  Avatar: Fire and Ash заплановано до випуску 19 грудня 2025 року студією 20th Century Studios. Як і його попередник, фільм зазнав численних затримок (цього разу їх було дев'ять), оскільки знімальна група витратила більше часу на написання сценарію, передвиробничий процес та створення спецефектів. Спочатку фільм був запланований на грудень 2015 року, доки Камерон не переніс реліз на 2016, 2017 та 2018 роки. У квітні 2016 року, збігаючись з анонсом чотирьох сиквелів Avatar, було оголошено нову дату випуску - грудень 2020 року. Наступного року було оголошено нову дату випуску - 17 грудня 2021 року, з подальшими сиквелами: Avatar 4 та 5, що виходитимуть 20 грудня 2024 року та 19 грудня 2025 року відповідно. Однак після анонсу у травні 2019 року трьох нових фільмів Star Wars дати виходу сиквелів було перенесено на два роки, і Avatar: Fire and Ash було заплановано до випуску 22 грудня 2023 року.
Дату випуску знову було відкладено через COVID-19 pandemic, і в серпні 2020 року було анонсовано новий реліз на 20 грудня 2024 року. Ще одну затримку було анонсовано 13 червня 2023 року, цього разу через страйк сценаристів, що перенесло фільм на 19 грудня 2025 року. Avatar: Fire and Ash та його майбутні сиквели будуть випущені в Dolby Vision.

## Продовження
«Аватар: Вогонь і попіл» є другим із чотирьох запланованих продовжень «Аватара». «Аватар 4» і «Аватар 5», третє і четверте продовження, планується випустити після виходу третього фільму. Попри те, що останні два сиквели, як повідомляється, отримали зелене світло, Кемерон заявив в інтерв'ю 26 листопада 2017 року: «Подивімося правді в очі, якщо друга та третя частини не зароблять достатньо грошей, не буде четвертої та п'ятої». Пізніше Девід Тьюліс підтвердив це в лютому 2018 року, заявивши, що «вони роблять другу та третю частини, вони побачать, чи люди підуть і побачать їх, а потім вони зроблять четверту та п'яту». І навпаки, Сігурні Вівер заявила в листопаді 2018 року, після завершення основних знімань перших двох сиквелів, що вона зараз «зайнята створенням „Аватара 4“ та „Аватар 5“», що кілька ЗМІ витлумачили як підтвердження того, що почалися знімання останніх двох сиквелів.